# داريوس جونز
داريوس جونز (بالإنجليزية: Darius Jones)‏ هو منتج أسطوانات أمريكي، ولد في 1979 في فرجينيا في الولايات المتحدة.

## وصلات خارجية
- الموقع الرسمي
- داريوس جونز على موقع ميوزك برينز (الإنجليزية)
- داريوس جونز على موقع أول ميوزيك (الإنجليزية)
- داريوس جونز على موقع ديسكوغز (الإنجليزية)